# Kızıltepe

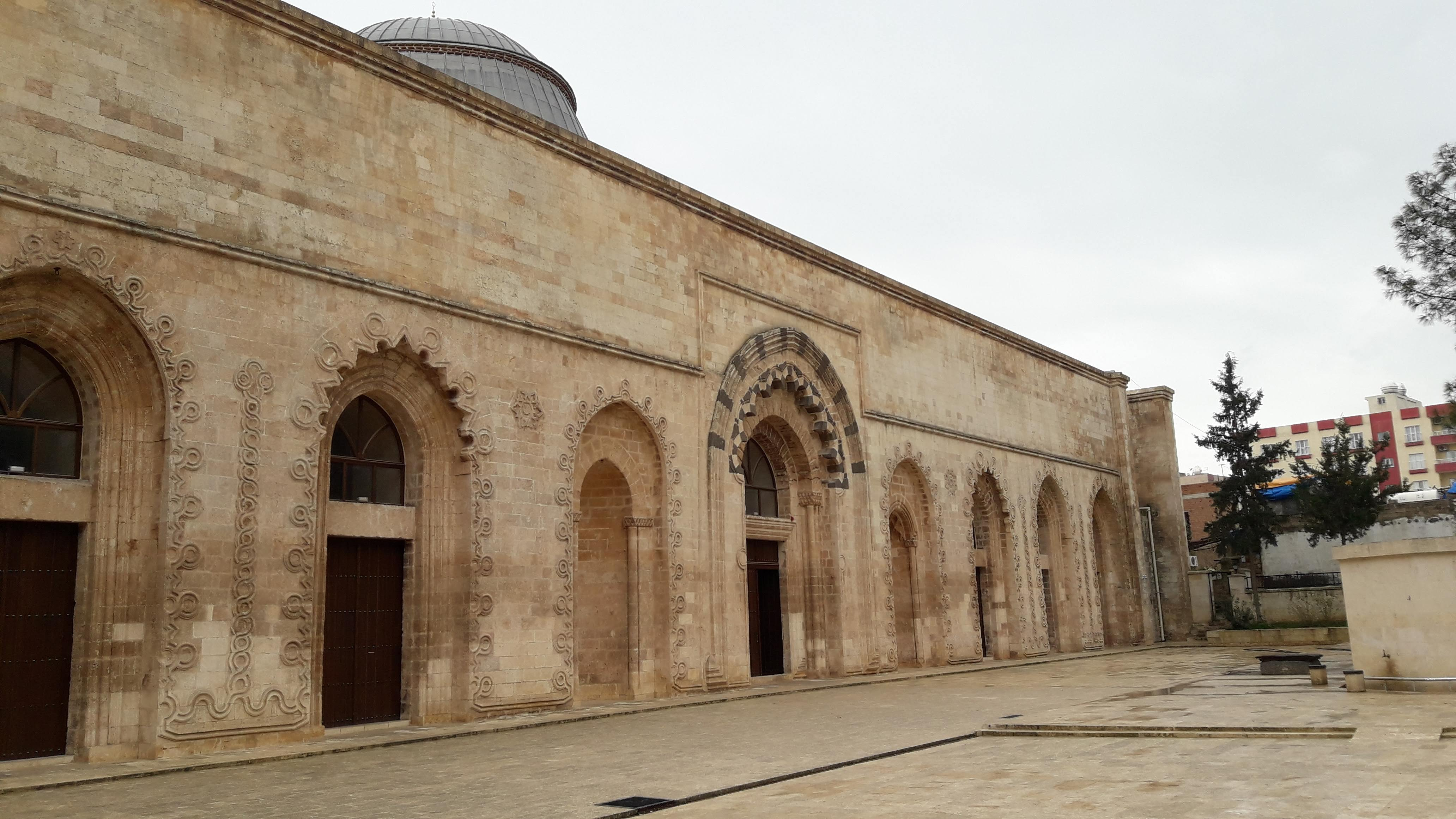
Koçhisar Mosque in Kızıltepe

Kızıltepe (Koerdisch: Qoser) is een stad in de Turkse provincie Mardin.
Bij de volkstelling van 2000 telde Kızıltepe 113.143 inwoners.